# デビッド・ヘス (野球)
デビッド・ジェームズ・ヘス（David James Hess, 1993年7月10日 - ）は、アメリカ合衆国フロリダ州ブロワード郡ペンブロークパインズ出身のプロ野球選手（投手）。右投右打。MLBのタンパベイ・レイズ傘下所属。愛称はヘッサー（Hesser）。

## 経歴

### プロ入りとオリオールズ時代
2014年のMLBドラフト5巡目（全体151位）でボルチモア・オリオールズから指名され、プロ入り。契約後、傘下のA-級アバディーン・アイアンバーズでプロデビュー。A級デルマーバ・ショアバーズでもプレーし、2球団合計で10試合（先発7試合）に登板して2勝1敗、防御率3.24、36奪三振を記録した。
2015年はA+級フレデリック・キーズとAA級ボウイ・ベイソックスでプレーし、2球団合計で28試合（先発27試合）に登板して10勝5敗、防御率3.64、122奪三振を記録した。
2016年はAA級ボウイでプレーし、25試合（先発24試合）に登板して5勝13敗、防御率5.37、85奪三振を記録した。
2017年もAA級ボウイでプレーし、27試合（先発26試合）に登板して11勝9敗、防御率3.85、123奪三振を記録した。オフの11月20日に40人枠入りした。
2018年は開幕をAAA級ノーフォーク・タイズで迎え、5月12日にメジャー初昇格を果たした。メジャーデビューとなった同日のタンパベイ・レイズ戦では先発して6回3失点の投球で勝利投手となった。この年メジャーでは21試合（先発19試合）に登板して3勝10敗、防御率4.88、74奪三振を記録した。
2020年10月29日にマイナー契約となり、11月2日にFAとなった。

### レイズ傘下時代
2020年12月3日にレイズとマイナー契約を結んで2021年のスプリングトレーニングに招待選手として参加することになったと報じられ、16日に正式公示された。
2021年は5月のマイナーリーグ開幕から傘下のAAA級ダーラム・ブルズでプレーし、13試合（先発2試合）に登板して5勝1敗、防御率2.81、37奪三振を記録した。

### マーリンズ時代
2021年7月3日にジャスティン・スターナー及び金銭とのトレードで、マイアミ・マーリンズへ移籍した。さらに即日でメジャー契約を結んでアクティブ・ロースター入りした。8月15日にDFAとなり、18日にFAとなった。

### レイズ時代
2021年8月19日に再びレイズとマイナー契約を結び、AAA級ダーラムへ配属された。8月21日にメジャー契約を結んでアクティブ・ロースター入りしたが登板機会は無く、翌22日にクリス・アーチャーが60日間の故障者リストからの復帰に伴ってDFAとなった。その後、8月24日にマイナー契約でAAA級ダーラムへ配属された。9月6日に再びメジャー契約を結んでアクティブ・ロースター入りしたが、7日のボストン・レッドソックス戦ではリリーフで2回を投げて6失点（うち3被本塁打を喫する）と炎上し、翌8日にはDFA、10日にマイナー契約でAAA級ダーラムへ配属された。レギュラーシーズン終了後の10月15日にFAとなったが、11月11日にマイナー契約で再契約を結んだ。

## 投球スタイル
投球の約6割をフォーシームが占め、変化球ではスライダーを投げる割合が高い。

## 詳細情報

### 年度別投手成績
| 年 度    | 球 団    | 登 板 | 先 発 | 完 投 | 完 封 | 無 四 球 | 勝 利 | 敗 戦 | セ 丨 ブ | ホ 丨 ル ド | 勝 率 | 打 者 | 投 球 回 | 被 安 打 | 被 本 塁 打 | 与 四 球 | 敬 遠 | 与 死 球 | 奪 三 振 | 暴 投 | ボ 丨 ク | 失 点 | 自 責 点 | 防 御 率 | W H I P |
| -------- | -------- | ----- | ----- | ----- | ----- | -------- | ----- | ----- | -------- | ----------- | ----- | ----- | -------- | -------- | ----------- | -------- | ----- | -------- | -------- | ----- | -------- | ----- | -------- | -------- | ------- |
| 2018     | BAL      | 21    | 19    | 0     | 0     | 0        | 3     | 10    | 0        | 0           | .231  | 454   | 103.1    | 106      | 22          | 37       | 2     | 8        | 74       | 3     | 1        | 64    | 56       | 4.88     | 1.38    |
| 2019     | BAL      | 23    | 14    | 0     | 0     | 0        | 1     | 10    | 0        | 0           | .091  | 365   | 80.0     | 94       | 28          | 30       | 0     | 2        | 68       | 1     | 0        | 73    | 63       | 7.09     | 1.55    |
| 2020     | BAL      | 3     | 0     | 0     | 0     | 0        | 0     | 0     | 0        | 0           | ----  | 32    | 7.0      | 10       | 1           | 2        | 0     | 0        | 1        | 0     | 0        | 5     | 5        | 6.43     | 1.71    |
| 2021     | MIA      | 14    | 1     | 0     | 0     | 0        | 2     | 2     | 0        | 2           | .500  | 87    | 18.0     | 24       | 7           | 10       | 1     | 1        | 16       | 0     | 0        | 18    | 16       | 8.00     | 1.89    |
| 2021     | TB       | 1     | 0     | 0     | 0     | 0        | 0     | 0     | 0        | 0           | ----  | 15    | 2.0      | 8        | 3           | 1        | 0     | 0        | 2        | 0     | 0        | 6     | 6        | 27.00    | 4.50    |
| '21計    | TB       | 15    | 1     | 0     | 0     | 0        | 2     | 2     | 0        | 2           | .500  | 102   | 20.0     | 32       | 10          | 11       | 1     | 1        | 18       | 0     | 0        | 24    | 22       | 9.90     | 2.15    |
| MLB：4年 | MLB：4年 | 62    | 34    | 0     | 0     | 0        | 6     | 22    | 0        | 2           | .214  | 953   | 210.1    | 242      | 61          | 80       | 3     | 11       | 161      | 4     | 1        | 166   | 146      | 6.25     | 1.53    |

- 2021年度シーズン終了時

### 年度別守備成績
| 年 度 | 球 団 | 投手（P） | 投手（P） | 投手（P） | 投手（P） | 投手（P） | 投手（P） |
| 年 度 | 球 団 | 試 合     | 刺 殺     | 補 殺     | 失 策     | 併 殺     | 守 備 率  |
| ----- | ----- | --------- | --------- | --------- | --------- | --------- | --------- |
| 2018  | BAL   | 21        | 5         | 9         | 3         | 1         | .824      |
| 2019  | BAL   | 23        | 4         | 3         | 1         | 0         | .875      |
| MLB   | MLB   | 44        | 9         | 12        | 4         | 1         | .840      |

- 2019年度シーズン終了時

### 背番号
- 41（2018年 - 2021年8月14日）
- 60（2021年9月7日）